# Boy Moves to a New Town with Optimistic Outlook
Boy Moves to a New Town with Optimistic Outlook è un singolo del gruppo musicale canadese FM Static, pubblicato nel 2009.

## Tracce
1. Boy Moves to a New Town with Optimistic Outlook – 3:40